# Gasthof zum Mohr (Halle (Saale))

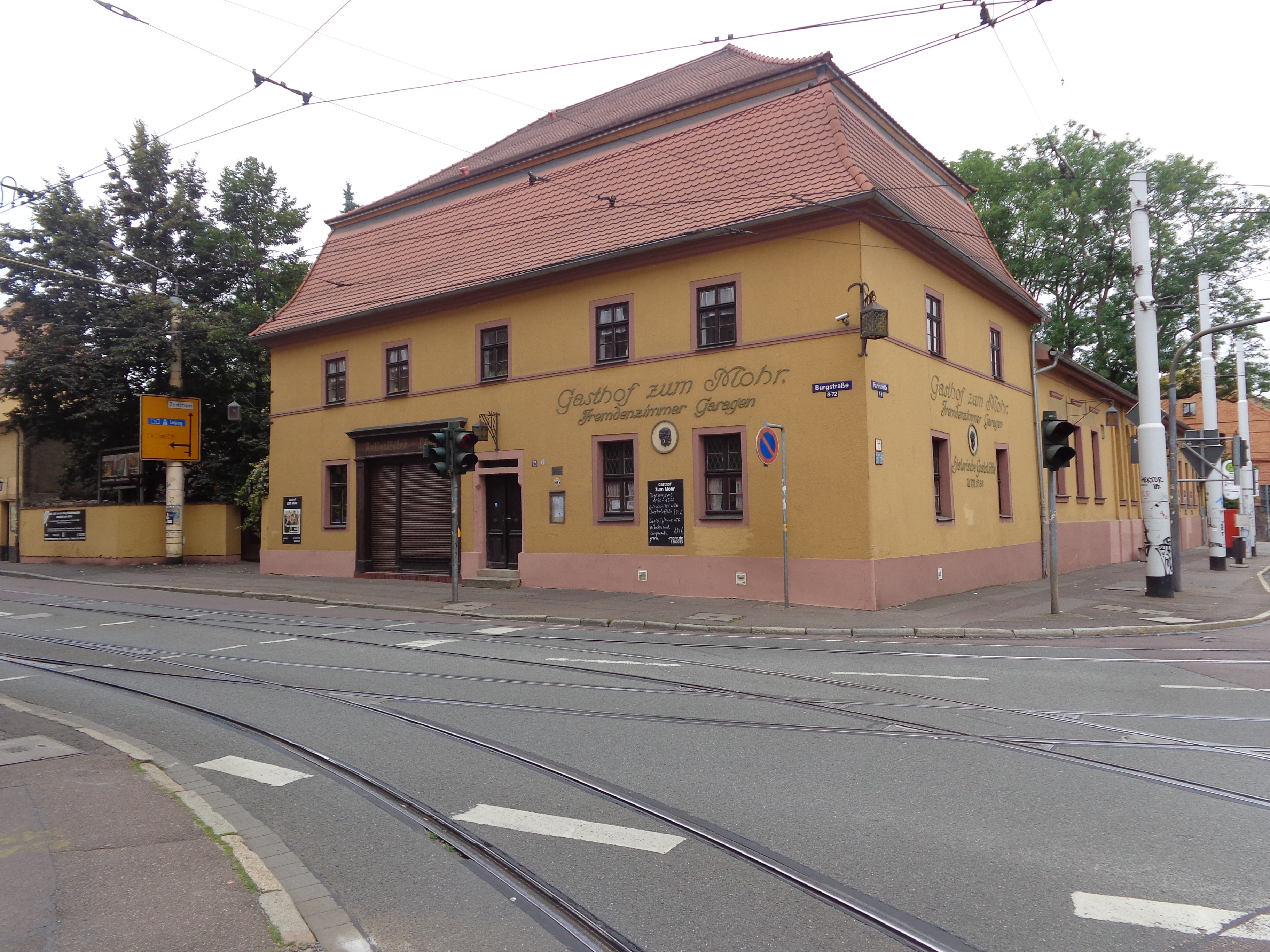
Gasthof zum Mohr 2016, Burgstraße Ecke Fährstraße

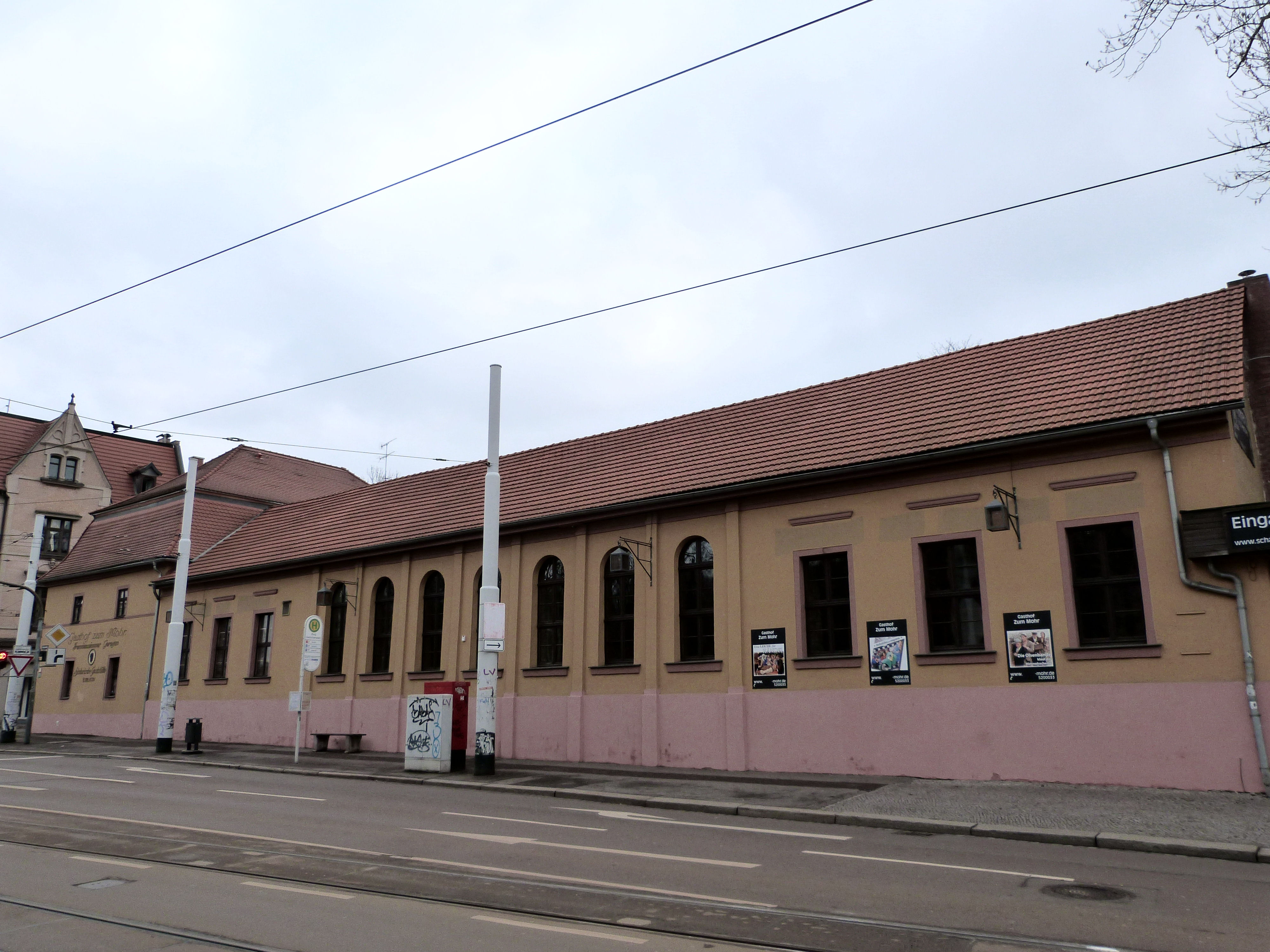
Mohrensaal 2017, Blick von der Fährstraße

Der Gasthof zum Mohr war bis zu seiner Schließung im Jahr 2022 der älteste noch in Betrieb befindliche Gasthof der Stadt Halle (Saale).

## Lage
Das Kulturdenkmal befindet sich an der Burgstraße Ecke Fährstraße in unmittelbarer Nähe der Burg Giebichenstein.

## Name
Namensgeber war der heilige Mauritius, der Schutzpatron des Erzbistums Magdeburg, dem die Burg Giebichenstein gehörte, und an deren Zugang eine Mauritius-Figur angebracht ist, unter der Gericht abgehalten wurde. Auch ihr Nachfolger, die Moritzburg, das Moritztor, der Moritzzwinger, die Moritzkirche, der Schellenmoritz, die Moritzbrücke u. v. m. wurden nach Mauritius benannt. Zudem gab es in Halle den Häusernamen Zum Mohrenkopf bereits im Jahr 1441 in der Schmeerstraße, weitere Statuen (etwa am alten Rathaus oder im Dom) und Jahrhunderte später folgte schließlich die Mohrenapotheke. Im Jahr 2020 wurde der Name als rassistisch kritisiert und eine Umbenennung gefordert.

## Geschichte
Das heutige Gebäude wurde im 16. Jh. errichtet und ursprünglich als Geleitstube und Ausspanne genutzt. Im Jahr 1536 wurde es durch die Giebichensteiner Kirche erstmals als Gasthof „Zum schwarzen Mohren“ erwähnt. Der Gasthof diente zu dieser Zeit ebenfalls als Zollhaus in dem durchreisende Kaufleute Zölle sowie die Fronbauern der Burg den Erbzins entrichten mussten. Der Frondienst wurde 1721 durch ein Dienstgeld ersetzt, das auf jedem Haus lag.
Im Jahr 1743 brannte das Gebäude in Teilen ab und wurde bis 1749 durch den damaligen Wirt auf den alten Kelleranlagen wieder errichtet. Im Jahr 1749 wird der Gasthof als „Kornettschenke“ und 1754 als „Grenadier- und Kornettschenke“ im Kirchenbuch zu Giebichenstein erwähnt. Nach dem Siebenjährigen Krieg verschwand die Bezeichnung wieder, die für Soldatenkneipen üblich war, und der Ausbau des „Gasthofes zum Mohren“ wurde abgeschlossen. Bis zum Jahr 1767 entstand somit der heutige straßenbildprägende zweigeschossige Bau mit hohem Mansarddach und profiliertem Sandsteinportal mit klassizistischem Türblatt.
Mit Beginn des Feldzugs gegen Preußen schlugen französische Zöllner ihr Quartier auf und beschlagnahmten Gasthof und Stallungen.
Im 18. Jahrhundert konnte der Gasthof vom Straßenausbau gen Halle profitieren, im 19. Jahrhundert wurde das Dorf Giebichenstein zum Ausflugsziel der Hallenser. 1860 erfolgte ein rückwärtiger Saalanbau. Seit 1879 führte zudem eine hallesche Pferdeomnibuslinie bis hierher, die bald darauf elektrifiziert wurde. Es entstand in dieser Zeit aber auch zunehmende Konkurrenz durch neue Gasthöfe im nahen Umfeld. Der Gasthof entwickelte sich daher zum Vereinslokal. Er wurde um 1900 bspw. durch den Turnverein Fichte oder den Giebichensteiner Turnverein sowie durch verschiedene Gesangsvereine als Übungsraum, für Versammlungen und Aufführungen genutzt. Viele Vereine wechselten aber ab 1907 in den neu entstandenen Volkspark.
Seit dem 4. Oktober 1919 bis zum Verkauf im November 2009 war der Gasthof über drei Generationen in Familienbesitz der Familie Richter/Mohr. Eine Renovierung, die im Jahr 1939 abgeschlossen wurde, brachte aufgrund des Zweiten Weltkrieges nicht den erhofften Aufschwung. Zudem wurde der Saal vom Wehrkreiskommando beschlagnahmt und für diese Nutzung umgestaltet. Zum Ende des Zweiten Weltkriegs wurde im Mohr ein Brückensprengkommando stationiert, dass die Aufgabe hatte, unter anderem die nahegelegene Giebichensteinbrücke zu sprengen, um den Vormarsch der US-Truppen über die Saale zu behindern. Nach dem Zweiten Weltkrieg – von Juli 1945 bis Anfang 1946 – wurde der Gasthof als Garnison für rückwärtige Dienste der Roten Armee beschlagnahmt. Die Betreiber durften aber dort wohnen bleiben. Später wurde die Gaststube und das Vereinszimmer wieder gastronomisch genutzt und 1948 der Saal wiedereröffnet.
Ende der 1950er Jahre wurde der Saal geschlossen sowie öffentliche Tanzveranstaltungen verboten. Er wurde daraufhin ab und zu vermietet. Auch die Fremdenzimmer wurden aufgegeben. Der Saal wurde im Jahr 1965 an die Hochschule für industrielle Formgestaltung vermietet. Am 8. August 1979 geriet der Dachstuhl in Brand. Trotz angeordnetem Abriss wurde der Gasthof wieder aufgebaut und am 1. Juni 1985 wiedereröffnet. Im Saal wurde Ende der 1980er Jahre durch amtliche Veranlassung der historische Fußboden sowie die Saalbühne ausgebaut und später ein Archiv, Bibliothek und Leseraum für die Kunsthochschule eingerichtet. Nach 1990 wurde der Saal zurück übertragen, an sämtlichen Gebäuden umfangreiche Sanierungen vorgenommen, die Fassade im ursprünglichen Stil wiederhergestellt und der ehemalige Wirtschaftshof zum Biergarten umgestaltet. Von 1990 bis Mitte der 2000er Jahre beherbergte der Saal das Theater „Schillerbühne“. Seit 2011 firmiert er als Mohrensaal.
Im November 2009 verkaufte Ursula Mohr nach drei Generationen den Gasthof. Die neuen Betreiber ergänzten die Räumlichkeiten um zwei neue Gasträume. In der heutigen Zeit besteht der Gasthof aus Gaststuben, dem „Mohrensaal“, dem „Mohrengarten“ sowie einer Ferienwohnung. Im Frühjahr 2015 wurde der Gasthof saniert. Der historische Gasthof steht unter Denkmalschutz und ist im Denkmalverzeichnis mit der Erfassungsnummer 094 04608 als Baudenkmal eingetragen.
Im Jahr 2022 wurde der Gasthof geschlossen und später mehrfach über eine Grundstücksauktion angeboten. Das Mindestgebot lag bei über 1 Mio. Euro, ein Käufer wurde nicht gefunden. Stand 2025 steht der Gasthof für 1,3 Mio. Euro zum Verkauf.

## Bekannte Gäste
Im Rahmen von Aufenthalten in der nahegelegenen Herberge der Romantik nutzten auch folgende ihrer Gäste das Gasthaus zum Mohren als Unterkunft.
- Achim von Arnim
- Clemens Brentano
- Joseph von Eichendorff
- Novalis

Nach dem Hochwasser 2013 besuchte Hans Dietrich Genscher und in jüngerer Zeit Karamba Diaby den Gasthof.